# Valentin Vassianovitx
Valentin Vassianovitx (Jitòmir, 21 de juliol de 1971) és un director de cinema ucraïnès.
La seva pel·lícula de 2017 Riven Txórnogo va ser seleccionada com a entrada ucraïnesa a la millor pel·lícula en llengua estrangera als 90ns Premis Oscar, però no va arribar a la llista de finalistes de desembre. La cinta Atlantis (2019) va guanyar a la secció Horitzons del 76è Festival Internacional de Cinema de Venècia; també va ser seleccionada com a entrada ucraïnesa per a la millor pel·lícula internacional a la 93a edició dels Premis Oscars, però no va arribar ser-ne finalista.
La pel·lícula Reflection del 2021 va ser seleccionada per ser exhibida a la secció principal de competició del 78è Festival Internacional de Cinema de Venècia.